# Graptomyza cornuta
Graptomyza cornuta är en tvåvingeart som beskrevs av Meijere 1914. Graptomyza cornuta ingår i släktet Graptomyza och familjen blomflugor. Inga underarter finns listade i Catalogue of Life.